# Crisopras
El crisopras, o crisoprasi, és una varietat translúcida de color verd de la calcedònia (una de les formes criptocristal·lines del quars), que conté quantitats petites de níquel. El nom prové dels mots grecs khrysós (daurat) i pràson (porro).

## Característiques
És criptocristal·lí, és a dir, està compost de cristalls tan fins que no es poden diferenciar a simple vista ni a través d'un microscopi d'augment normal; aquesta característica el diferencia d'altres varietats de quars cristal·lí, com l'ametista o la citrina, que solen ser transparents i formen cristalls hexagonals fàcilment identificables. A diferència d'altres membres no transparents de la família del quars, el que dona valor al crisopras és el color, més que no pas la forma. Com totes les formes de quars, el crisopras té una duresa d'entre 6 i 7 en l'escala de Mohs i una fractura concoidal com el sílex.
A diferència de la maragda, que és de color verd gràcies a la presència de crom, el color del crisopras és degut al contingut en níquel, que generalment apareix en forma de plaquetes de wil·lemseïta, un mineral similar al talc, o de nepouïta. El crisopras és resultat del desgast o de la laterització de serpentinites niquelíferes o d'altres roques ofiolítiques ultramàfiques. En els filons australians, el crisopras es troba en forma de vetes i nòduls, juntament amb la goethita marró i amb altres òxids ferrosos en la saprolita rica en magnesi que hi ha sota les capes de ferro i sílice.

## Formació i jaciments
L'escassetat relativa i el color verd fan del crisopras una de les varietats més preuades del quars. Algunes peces d'alta qualitat poden arribar a competir amb el jade i ser-ne difícils de distingir. Tallada en forma de caboixó té tanta demanda com l'ametista fina.
Els principals productors de crisopras són Alemanya, Austràlia (Austràlia Occidental i Queensland), el Brasil, els EUA (Arizona i Califòrnia), Polònia i Rússia (als Urals).